# Ugao-Miraballes
Ugao-Miraballes város Spanyolországban,  Bizkaia tartományban. Ugao-Miraballes Arrigorriaga, Zeberio és Arrankudiaga községekkel határos. Lakosainak száma 4175 fő (2024).

## Népesség
A település népessége az utóbbi években az alábbiak szerint változott:
| Lakosok száma | 4120 | 4079 | 4017 | 4029 | 4059 | 4085 | 4133 | 4152 | 4128 | 4175 |
|               | 2001 | 2004 | 2007 | 2009 | 2012 | 2014 | 2017 | 2019 | 2022 | 2024 |